# Giorgio Guazzotti
Giorgio Guazzotti (Alessandria, 1º gennaio 1928 – Como, 22 giugno 2002) è stato un impresario teatrale e critico teatrale italiano.

## Biografia
Nasce da Pietro e da Luigia Farelli, una famiglia operaia; aderisce giovanissimo alla Resistenza, nella 107ª Brigata Garibaldi, scegliendo Massimo come nome di battaglia. Durante il servizio militare nel 1960 raccoglie e studia le critiche teatrali di Piero Gobetti che verranno pubblicate nel 1974 da Einaudi nell'opera omnia di Gobetti.

### Il critico teatrale
Nel 1947 si trasferisce a Torino ed entra nella redazione de L'Unità (edizione piemontese), dove diventa titolare della critica teatrale succedendo a Italo Calvino.
Nel 1950 e nel 1953 vince il Premio Saint-Vincent per il giornalismo.
Nel 1957 e 1958 è assistente a Milano del Direttore Centrale Stampa e Pubblicazioni della Olivetti Spa; è grazie a questa pur breve esperienza che avrà modo di conoscere la logica organizzativa di origine industriale.
Per ragioni sia personali che ideologiche lascia L'Unità e il PCI, continuando la sua attività di critico per il periodico Il dramma.
Dal 1959 al 1962 è direttore editoriale sezione spettacolo e capoufficio stampa della Casa Editrice Cappelli di Bologna. In questa veste crea, insieme a Paolo Grassi, la collana "Documenti di teatro".

### L'organizzatore teatrale
L'amore per il teatro lo porta ben presto a lasciare le vesti di critico per dedicarsi completamente all'organizzazione teatrale. Suo mentore è Paolo Grassi, fondatore del Piccolo Teatro di Milano. Nel 1958 e 1959 è responsabile della tournée all'estero di Arlecchino servitore di due padroni con la regia di Giorgio Strehler.
Nel 1962 fonda e dirige il Teatro Stabile di Bologna; nel 1964 collabora con Eduardo De Filippo e Paolo Grassi alla riapertura del Teatro San Ferdinando a Napoli. Dal 1965 al 1967 è responsabile dei servizi culturali del Teatro Stabile di Genova diretto da Ivo Chiesa e Luigi Squarzina.
Dal 1968 al 1971 è stretto collaboratore di Paolo Grassi al Piccolo Teatro di Milano.
È uno dei pionieri della didattica teatrale: dal 1968 fino agli ultimi anni è docente di organizzazione teatrale presso la Scuola d'arte drammatica Paolo Grassi di Milano, nell'unico corso che ha formato con sistematicità quadri organizzativi in Italia.
Nel 1970 partecipa alla fondazione della compagnia/cooperativa il Gruppo della Rocca, ne diviene l'anima organizzativa; vive così il suo '68 teatrale e matura la convinzione che nuove forme di compagnia siano lo strumento migliore per fare un teatro autenticamente "popolare". Diviene uno dei maggiori esponenti della forma cooperativistica nell'organizzazione teatrale e uno dei principali sperimentatori delle iniziative di decentramento teatrale.
Seguirà e parteciperà alle alterne vicende del Gruppo della Rocca fino agli ultimi anni.
Dal 1977 al 1984 è direttore organizzativo e amministrativo del Teatro Stabile di Torino affiancando il direttore artistico Mario Missiroli.
Riceve numerosi incarichi a livello nazionale.
Lasciato lo Stabile di Torino, apre a Firenze la società Consulenze Teatrali, un centro di servizi organizzativi che scioglierà nel 1999 per l'aggravarsi della malattia.

## Pubblicazioni
(elenco non esaustivo)
- Giorgio Guazzotti (1954), Problemi del teatro italiano, in Società, a.X, n.1
- Giorgio Guazzotti (1955), Piero Gobetti e il problema dell'organizzazione teatrale, in Questioni, n.3
- Giorgio Guazzotti (1957), Teatro e Città, in Sipario, n.135
- Giorgio Guazzotti (1957a), Teatro Stabile della Città di Torino, in "Il Dramma", n.253
- Giorgio Guazzotti (1959), Teatro Stabile della Città di Torino, in "Il Dramma", n.278
- Giorgio Guazzotti (1961a), P.T.M.: un teatro europeo e Analisi storica e invenzione teatrale nella regia di Giorgio Strehler, in Giorgio Guazzotti (a cura di), L'opera da tre soldi di Bertolt Brecht e Kurt Weill, Cappelli Editore, Rocca San Casciano, pp. 19/26
- Giorgio Guazzotti (1961b), Storicismo e invenzione in Giorgio Strehler, in "Cinema nuovo", n.149
- Giorgio Guazzotti (1961c), La scena non si rifugia tra le pagine, in Teatro Nuovo, a.I, n.1
- Giorgio Guazzotti (1961d), Avanguardia di Adamov, in Teatro Nuovo, a.I, n.2
- Giorgio Guazzotti (1961e), Dalle origini a Shakespeare, in Teatro Nuovo, a.I, n.3
- Giorgio Guazzotti (1961f), Lettura di Brecht, in Teatro Nuovo, a.I, n.3
- Giorgio Guazzotti (1961g), Il rilancio degli irlandesi, in Teatro Nuovo, a.I, n.4
- Giorgio Guazzotti (1961h), Risorgimento senza fanfare, in Teatro Nuovo, a.I, n.5
- Giorgio Guazzotti (1961i), Assimilazione di Shakespeare, in Teatro Nuovo, a.I, n.6
- Giorgio Guazzotti (1961l), Pirandello da esplorare, in Teatro Nuovo, a.I, n.7
- Giorgio Guazzotti (1962), Molte commedie in libreria, in "Almanacco dello Spettacolo" dell'Istituto del Dramma Italiano
- Giorgio Guazzotti (1962a), L'editoria suggerisce un nuovo teatro, in Teatro Nuovo, a.II, n.10
- Giorgio Guazzotti (1963), Strehler critico e creatore, "Il Veltro", n.2
- Giorgio Guazzotti (1965a), Il teatro e il mondo del lavoro, in Quaderni del Veltro, n.3, "Il teatro nella società italiana", Atti del Convegno - Roma - maggio 1964
- Giorgio Guazzotti (1965b), Teoria e realtà del Piccolo Teatro di Milano, Einaudi, Torino
- Giorgio Guazzotti (1966), Rapporto sul teatro italiano, Silva, Milano
- Giorgio Guazzotti (1967), intervento in, Società e Teatri Stabili, Atti del Convegno - Firenze - ottobre 1965, il Mulino, Bologna
- Giorgio Guazzotti (1971), L'organizzazione teatrale nel "territorio metropolitano", in Lopez B. (a cura di), Socialismo e teatro, Dedalo libri, Bari
- Giorgio Guazzotti (1971a), Teatro pubblico e compagnie autogestite, in Regione Emilia-Romagna, Atti del Convegno "Per una nuova cultura teatrale. Per una riforma democratica del teatro drammatico e musicale", Porretta Terme, giugno 1971, Documenti dell'attività regionale n.14
- Giorgio Guazzotti (1973), Introduzione a Dursi M., Barbablù, Marsilio Editori, Venezia-Padova
- Giorgio Guazzotti (1974), Introduzione a Gobetti P., Scritti di critica teatrale, in Opere complete, III volume, Einaudi, Torino
- Giorgio Guazzotti (1978), Il teatro pubblico, in Regione Emilia-Romagna, Teatro in Italia: un'esigenza di riforma, Atti del Convegno - Riccione - giugno 1978, Bologna
- Giorgio Guazzotti (1981), Un laboratorio per una compagnia o una compagnia-laboratorio?, in "L'azzurro non si misura con la mente", Il gruppo della Rocca Edizioni, Firenze
- Giorgio Guazzotti (1983), AstiTeatro. Una scommessa, in G. Davico Bonino (a cura di), Il teatro e la città. AstiTeatro: quattro festival 1979-1982, La Casa Usher, Firenze
- Giorgio Guazzotti (a cura di) (1985), Piemonte: lo specchio teatrale, I quaderni di Ulisse n.1, Edizioni dell'Orso, Alessandria
- Giorgio Guazzotti, (1988) Il primo Teatro pubblico, in AA.VV., Il Piccolo Teatro d'Arte. Quarant'anni di lavoro teatrale: 1947-1987, Milano, Electa
- Giorgio Guazzotti (1996): intervista in Bertin Barbara, Il teatro della città, Celid, Torino, 2000
- Mimma Gallina, Giorgio Guazzotti, Il sistema distributivo (Storia, numeri e mercato; Le strutture della distribuzione; L'Ente Teatrale Italiano; Fra distribuzione e promozione), in Mimma Gallina (a cura di), "Organizzare teatro. Produzione, distribuzione, gestione nel sistema italiano", Franco Angeli Editore, Milano, 2001. ISBN 978-88-464-8193-1

## Incarichi
(elenco non esaustivo)
- Dal 1969 è membro attivo dell'ANCT - Associazione Nazionale dei Critici di Teatro
- Dal 1970 al 1977 Presidente dell'Unat Cooperative - Agis: Associazione Generale Italiana Spettacolo
- Dal 1977 al 1982 Direttore dell'Azienda Teatrale Alessandrina.
- Dal 1977 al 1984 Direttore organizzativo e amministrativo del Teatro Stabile di Torino.
- Dal 1979 al 1988 Consulente per la prosa dell'Ente Teatro romano di Fiesole.
- Dal 1979 al 1995 Fondatore e organizzatore del Festival AstiTeatro.
- Dal 1981 al 1989 Membro del comitato esecutivo dell'ETI, Ente Teatrale Italiano.
- Dal 1988 al 1992 Sovrintendente dell'Ente Teatro Romano di Fiesole.
- Dal .... al 1999 Presidente dell'Unat Privati - Agis: Associazione Generale Italiana Spettacolo.
- Fa parte della giuria in numerose edizioni del Premio Riccione Teatro.